# Jurjen Kuil
Jurjen Kuil (Bellingwolde, 3 april 1896 – Meppel, 23 oktober 1975) was een Nederlands politicus van de SDAP en later de PvdA.
Hij werd geboren als zoon van Hero Kuil (1871-1945; dagloner) en Thecla Mennenga (1874-1965). Zijn loopbaan bij de belastingdienst begon in 1919 toen hij in Rotterdam ging werken bij de belastingscheepvaartdienst. Een jaar later maakte hij de overstap naar de rijksbelastingen in Emmer-Compascuum en weer een jaar later was hij werkzaam in Denekamp. Bij zijn huwelijk in september 1921 gaf hij als beroep op ' belastingkommies'. Vanaf 1924 woonde hij in Kampen waar hij in 1937 voor de SDAP in de gemeenteraad kwam. In november 1950 werd hij daar wethouder maar daarnaast was hij controleur bij 's Rijks Belastingen. Kuil was vervolgens van 1950 tot zijn pensionering in 1961 burgemeester van Havelte. Hij overleed in 1975 op 79-jarige leeftijd.